# Genes KNOX
Los genes KNOX (en inglés: Knotted1-like homeobox) son genes que codifican para reguladores transcripcionales que controlan el desarrollo en eucariotas multicelulares. Análisis filogenéticos han demostrado que los genes KNOX se pueden dividir en dos subclases (KNOX I y KNOX II) que se encuentran presentes tanto en dicotiledóneas como monocotiledóneas. En plantas, el crecimiento apical post-embrionario depende de la actividad de unas poblaciones de células pluripotentes concentradas en el meristema apical y dentro de las cuales se expresan miembros de la subclase KNOX I de los genes homeobox que son los encargados de mantener a estas celular indiferenciadas y así permitir el crecimiento hacia la parte exterior.

## Introducción
Los genes KNOX son necesarios para el desarrollo del meristema apical y sirven para inhibir la expansión celular. Por esta razón deben existir mecanismos para prevenir su expresión en el desarrollo de órganos laterales, tales como las hojas. Su descubrimiento de dio hace aproximadamente 20 años cuando se logró aislar el gen kn1 (knotted1) del maíz a partir de un mutante en cuyas hojas se veían unos baches. Esto se debió a que en el fenotipo silvestre, este gen se expresa en el meristema apical mientras que en el mutante se expresaba en las hojas.

## Regulación
Establecer una frontera entre los sitios de expresión y no expresión de los genes KNOX en el meristema apical es muy importante para la formación de órganos laterales. Dado que su expresión en lugares fuera del meristema apical lleva a anormalidades morfológicas severas.
Aunque a través del estudio de mutantes recesivos ya se han podido identificar reguladores negativos, las rutas por las cuales se da esta represión aún se desconocen.